# Cantobre
Cantobre is een heel klein dorp in het Franse departement Aveyron. Het dorp is een onderdeel van en bevindt zich in het noorden van de gemeente Nant. De dichtstbijzijnde stad is Millau in het westen.
Cantobre ligt in het regionaal natuurpark Grands Causses, in het gebied van les Causses, met kalkplateaus.
Het dorp ligt op een hoogte van 550 m boven zee op een uitloper van zo'n plateau van kalksteen, de causse Bégon waarvan het centrale stuk nog 200 m hoger is gelegen. In de diepte, in een kloof, de Gorges de la Dourbie genaamd, stroomt 100 m lager de Dourbie. Cantobre ligt bij de monding van de Trévezel in de Dourbie. Ten noorden van het dorp aan de rechteroever van de Trévezel ligt de causse Noir, ten westen van het dorp en aan de rechteroever van de Dourbie ligt de causse du Larzac. 
In het dorp is een restaurant, een klein museum en slechts een dertigtal huizen.
De plaatsnaam heeft een Keltische oorsprong en verwijst naar het Keltische ""Canto Briga", een schijnende, glanzende citadel. In de 11e eeuw wordt er al verwezen naar de Seigneurs de Cantobre, in de 12e eeuw wordt de Saint-Etienne de Cantobre-kerk gebouwd in opdracht van Paus Innocentius II.